# دهانه آب درونه
دهانهٔ آب درونه یا تنگه درونه نام دره‌ای گردشگری واقع در فاصلهٔ ۶۰ کیلومتری غرب بردسکن و ۱٫۵ کیلومتری روستای درونه است. این دره در محدودهٔ منطقه حفاظت‌شدهٔ درونه قرار دارد. دهانه آب درونه دارای رود، آبشار و چشمه‌های جوشان می‌باشد که در کنار کوه زرد و قلعه‌های تاریخی گورا و قلعه دختر درونه جای گرفته است.

## نگارخانه

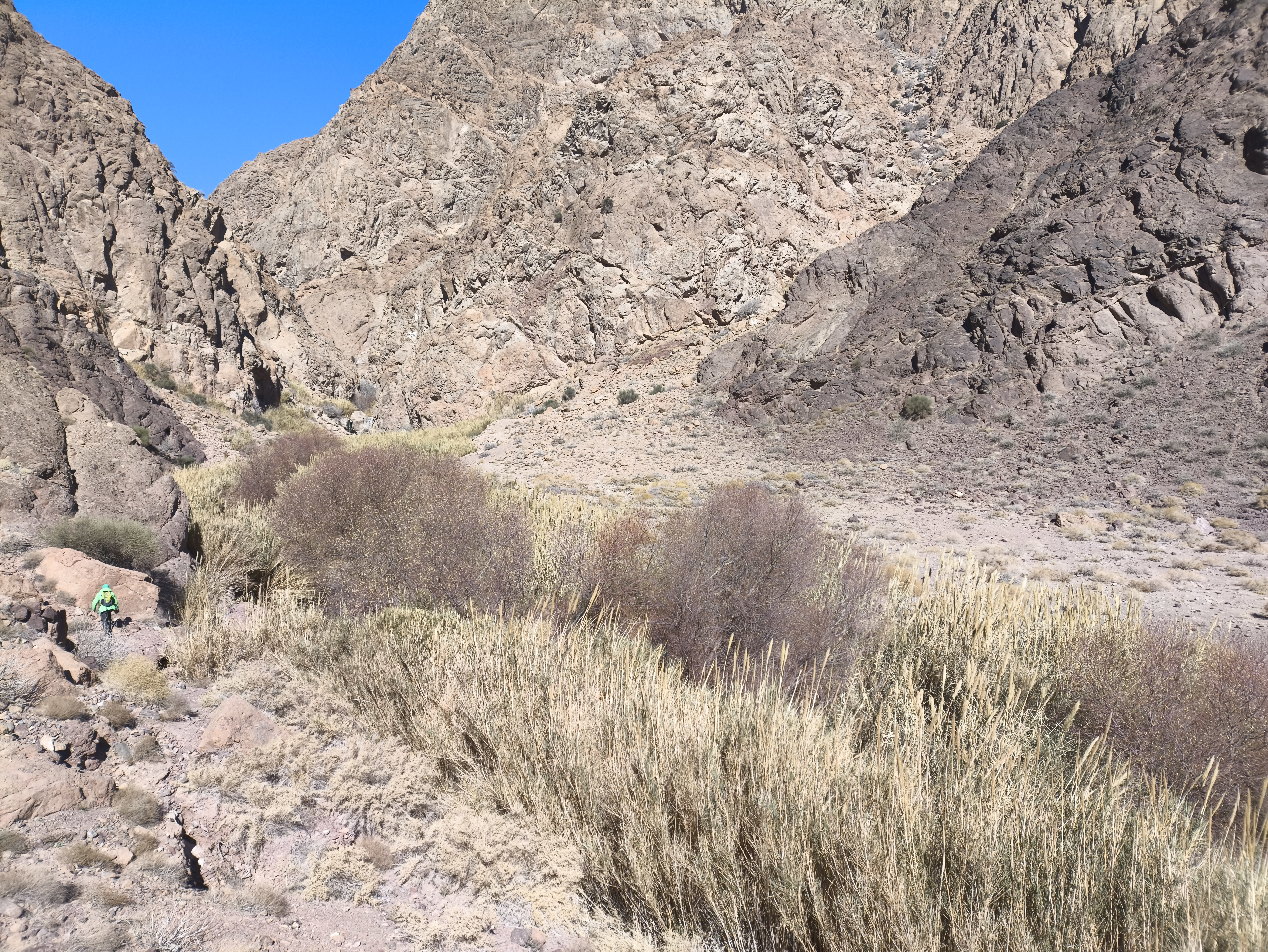
نمایی از دهانه آب درونه
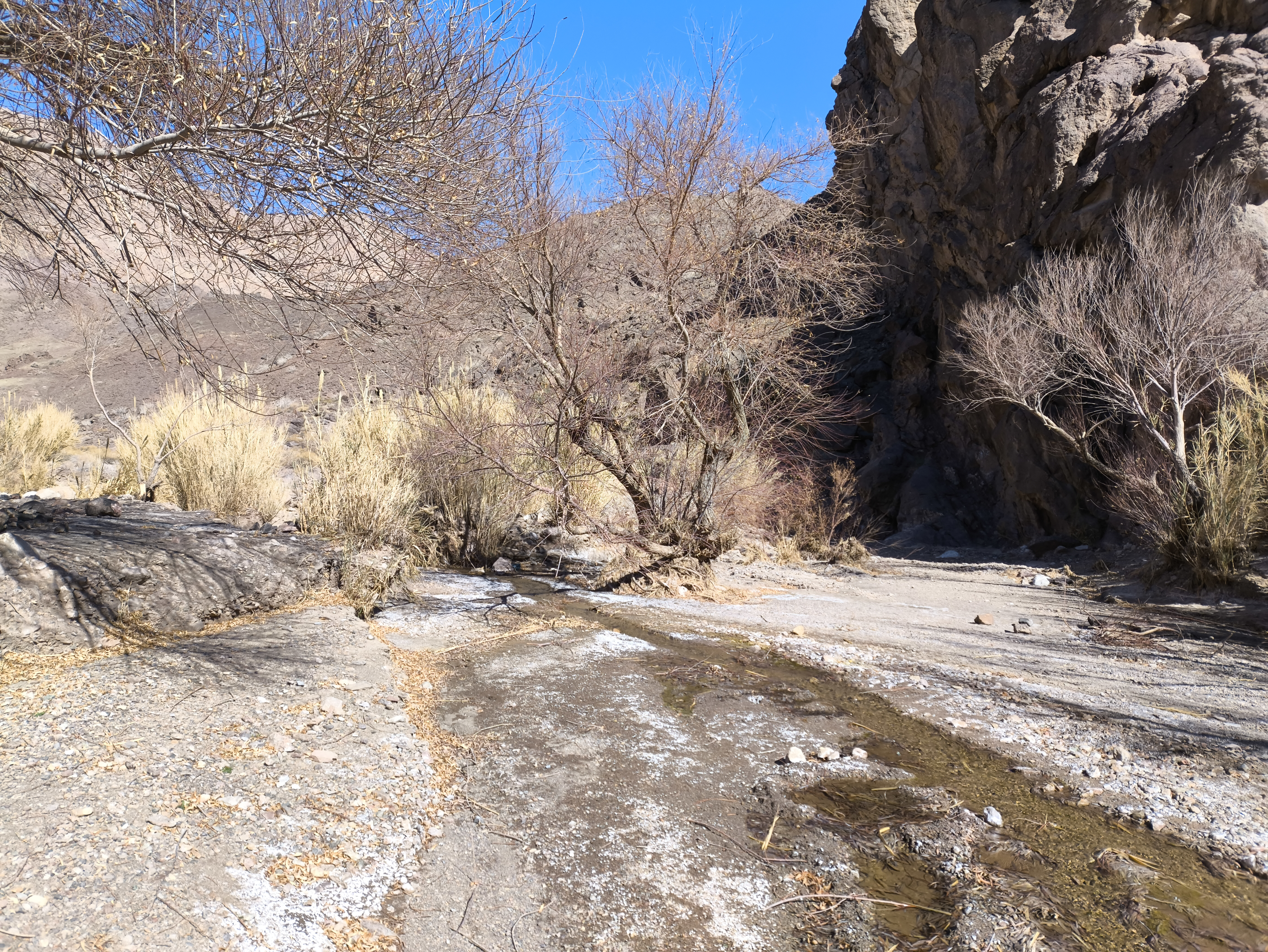
نمایی از دهانه آب درونه
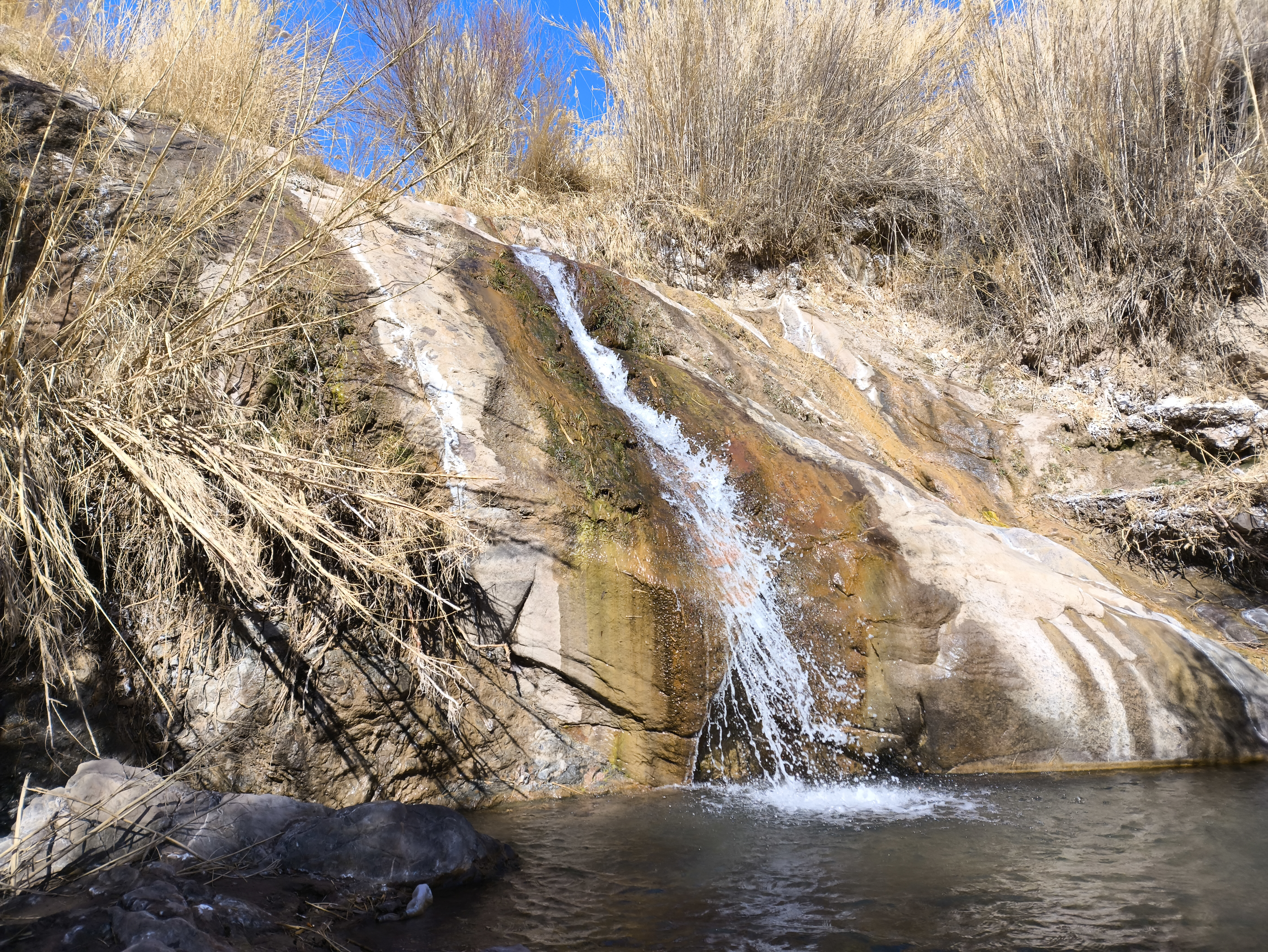
آبشار درونه
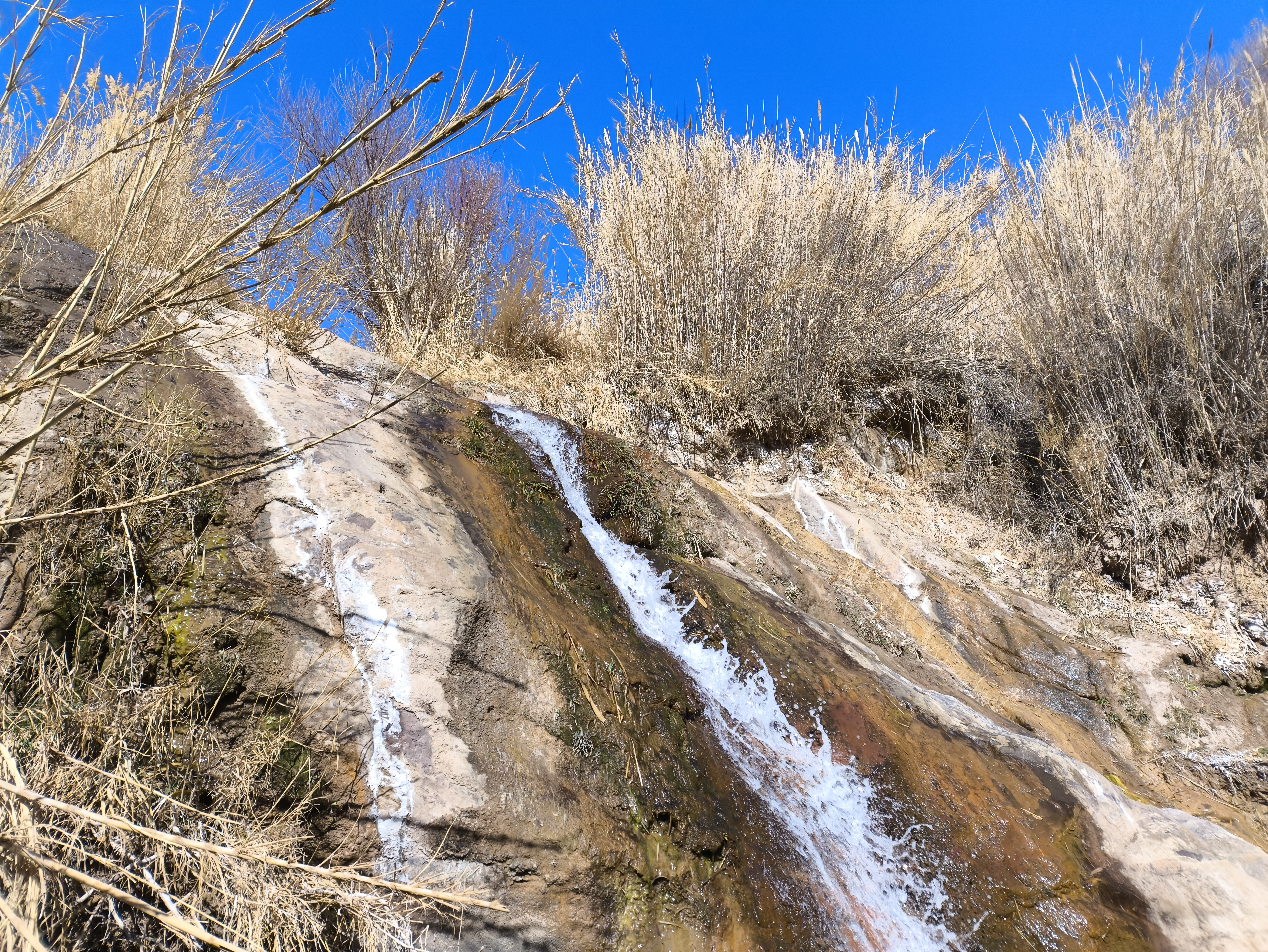
آبشار درونه